# Senior Master Sergeant

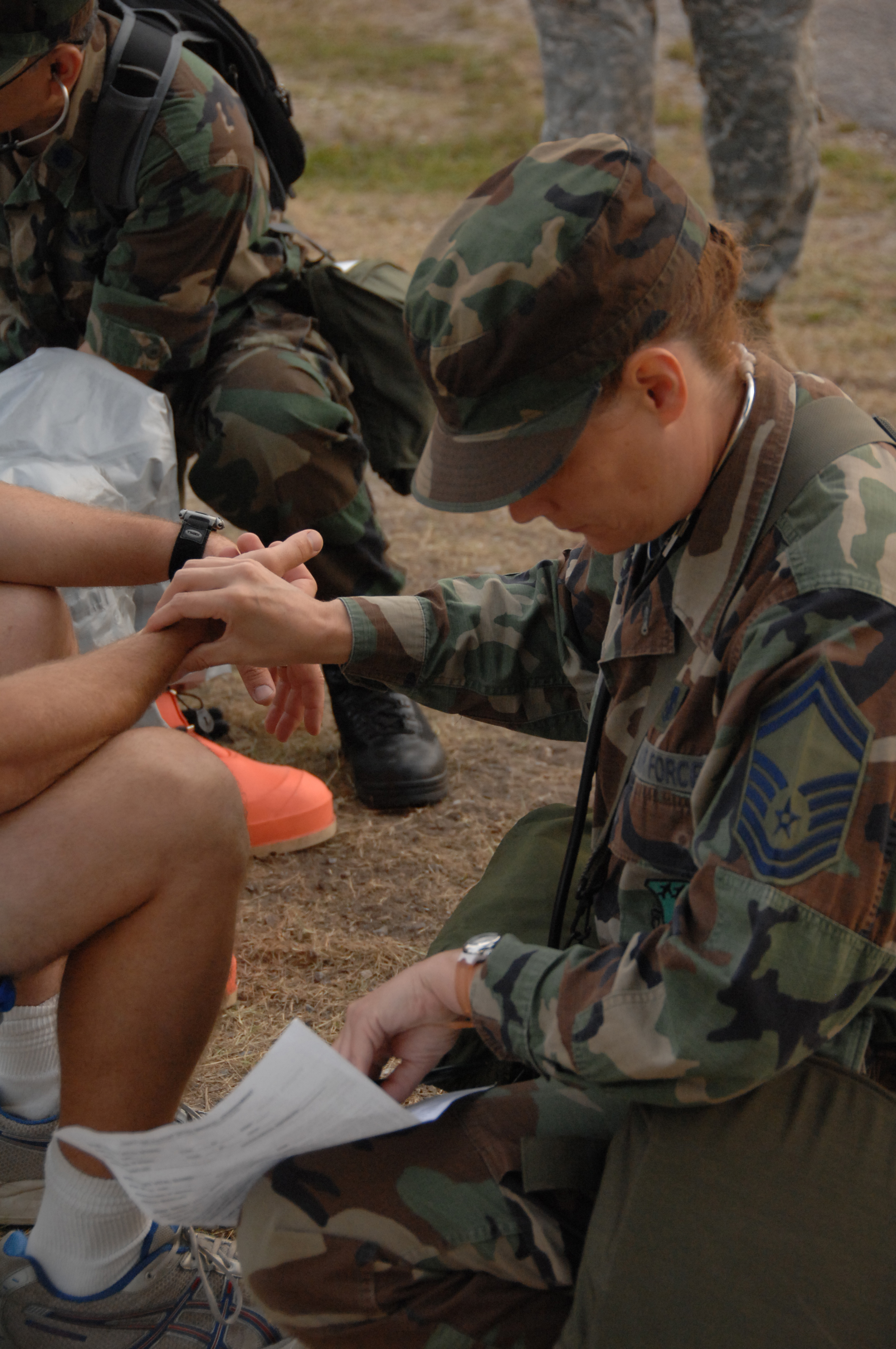
SMSgt

Senior Master Sergeant ist ein Dienstgrad (OR-8) der US Air Force. In der US Air Force ist der Senior Master Sergeant (SMSgt) der vierte Unteroffiziersgrad; über Master Sergeant und direkt unter Chief Master Sergeant.

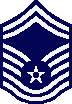
Senior Master Sergeant-Abzeichen

| Dienstgrad                 |                        |                              |
| niedriger: Master Sergeant | Senior Master Sergeant | höher: Chief Master Sergeant |

## Dienststellung

Senior Master Sergeant-Abzeichen – First Sergeant

Ein Senior Master Sergeant kann als First Sergeant eingesetzt werden. Der First Sergeant, der mehrfach auftaucht, ist in der Air Force kein Dienstgrad, sondern eine spezielle Dienstbezeichnung für den dienstältesten Unteroffizier einer Einheit, der direkt dem Einheitskommandeur untersteht, ähnlich dem Kompaniefeldwebel der Bundeswehr in Deutschland. Dieser Posten kann von Soldaten in den Soldstufen E-7 bis E-9 wahrgenommen werden (Master Sergeant, Senior Master Sergeant und Chief Master Sergeant). 

Kennzeichnend für einen First Sergeant ist die sogenannte französische Raute auf dem Dienstgradabzeichen. Der First Sergeant ist verantwortlich für die Moral, das Wohlergehen und das Benehmen aller ihm unterstellten Soldaten. Er ist ebenso direkter Ansprechpartner des Staffelkommandanten/Kompaniechefs in Fragen, die die Unteroffiziere und Mannschaften betreffen. Normalerweise übernimmt ein Master Sergeant diesen Posten, während in größeren Einheiten ein Senior Master Sergeant oder Chief Master Sergeant als First Sergeant eingesetzt wird. Zur Unterscheidung wird das Dienstgradabzeichen des First Sergeants um die sogenannte französische Raute ergänzt.